# Plastique De Rêve
Plastique De Rêve, pseudonimo di Christophe "Daze" Dasen (...), è un disc jockey svizzero.
La sua canzone Lost In The City è stata inserita nella colonna sonora del videogioco Grand Theft Auto: Chinatown Wars.